# Lijst van voetbalinterlands Verenigde Staten - Zweden
Deze lijst van voetbalinterlands is een overzicht van alle officiële voetbalwedstrijden tussen de nationale teams van de Verenigde Staten en Zweden. De landen speelden tot op heden zeven keer tegen elkaar. De eerste ontmoeting, een vriendschappelijke wedstrijd, werd gespeeld in Stockholm op 20 augustus 1916. Deze wedstrijd was tevens de eerste ooit van het Amerikaans voetbalelftal. Het laatste duel, eveneens een vriendschappelijke wedstrijd, vond plaats op 24 januari 2009 in Carson.

## Wedstrijden
| № | Plaats     | Datum            | Competitie        | Wedstrijd                 | Uitslag |
| - | ---------- | ---------------- | ----------------- | ------------------------- | ------- |
| 1 | Stockholm  | 20 augustus 1916 | Vriendschappelijk | Zweden – Verenigde Staten | 2 – 3   |
| 2 | Miami      | 20 februari 1994 | Vriendschappelijk | Verenigde Staten – Zweden | 1 – 3   |
| 3 | Norrköping | 16 augustus 1995 | Vriendschappelijk | Zweden – Verenigde Staten | 1 – 0   |
| 4 | Orlando    | 24 januari 1998  | Vriendschappelijk | Verenigde Staten – Zweden | 1 – 0   |
| 5 | Göteborg   | 22 augustus 2007 | Vriendschappelijk | Zweden – Verenigde Staten | 1 – 0   |
| 6 | Carson     | 19 januari 2008  | Vriendschappelijk | Verenigde Staten – Zweden | 2 – 0   |
| 7 | Carson     | 24 januari 2009  | Vriendschappelijk | Verenigde Staten – Zweden | 3 – 2   |

## Samenvatting
| Competitie        | Totaal gespeeld | Winst Verenigde Staten | Gelijk | Winst Zweden | Doelsaldo Verenigde Staten – Zweden |
| ----------------- | --------------- | ---------------------- | ------ | ------------ | ----------------------------------- |
| Vriendschappelijk | 7               | 4                      | 0      | 3            | 10 − 9                              |
| Totaal            | 7               | 4                      | 0      | 3            | 10 − 9                              |

## Details

### Eerste ontmoeting
| Vriendschappelijk (Stockholm, Zweden, 20 augustus 1916): |       |                                                   |
| Zweden                                                   | 2 – 3 | Verenigde Staten                                  |
| Konrad Törnkvist 7' Konrad Törnkvist 81'                 | goals | 22' Tom Swords 53' Charles Ellis 68' Harry Cooper |

### Tweede ontmoeting
| Vriendschappelijk (Miami, Verenigde Staten, 20 februari 1994): |              | |
| Verenigde Staten | 1 – 3        | Zweden |
| Hugo Pérez 4' | goals        | 30' Henrik Larsson 34' Kennet Andersson 56' Mats Lilienberg |
| Bora Milutinović | bondscoach   | Tommy Svensson |
| Brad Friedel Desmond Armstrong Marcelo Balboa 46' Mike Lapper 63' Alexi Lalas Mike Burns Thomas Dooley Janusz Michallik 63' Hugo Perez Joe-Max Moore 46' Cobi Jones | opstellingen | Lars Eriksson Pontus Kåmark Magnus Erlingmark Mikael Nilsson Stefan Rehn Jesper Jansson 73' Niclas Alexandersson 58' Jesper Blomqvist Henrik Larsson 78' Kennet Andersson Mats Lilienberg |
| Paul Caligiuri 46' Frank Klopas 46' Claudio Reyna 63' Brian Quinn 63'                                                                                               | wissels      | 58' Anders Limpar 73' Stefan Landberg 78' Niclas Kindvall |
| - Debuut van Jesper Jansson (AIK Solna) voor Zweden. |              | |

### Derde ontmoeting
| Vriendschappelijk (Norrköping, Zweden, 16 augustus 1995): |              | |
| Zweden | 1 – 0        | Verenigde Staten |
| Tomas Brolin 86' (pen.) | goals        | |
| Tommy Svensson | bondscoach   | Steve Sampson |
| Bengt Andersson Roland Nilsson 78' Joachim Björklund Patrik Andersson Pontus Kåmark Jonas Thern Stefan Schwarz Stefan Landberg 74' Kennet Andersson 59' Tomas Brolin Martin Dahlin | opstellingen | Brad Friedel Paul Caligiuri Mike Lapper Mike Burns Alexi Lalas Steve Pittman Jeff Agoos Claudio Reyna Joe-Max Moore 56' Frank Klopas 69' Roy Wegerle |
| Jörgen Pettersson 59' Niklas Gudmundsson 74' Mikael Nilsson 78' | wissels      | 56' Roy Lassiter 69' Jovan Kirovski |
| | gele kaarten | ??' Mike Burns ??' Claudio Reyna ??' Jeff Agoos |
| - 44ste en laatste interland van centrale verdediger Mike Lapper voor Team USA. - Honderdste interland van verdediger Paul Caligiuri voor de Verenigde Staten.                     |              | |

### Vierde ontmoeting
| Vriendschappelijk (Orlando, Verenigde Staten, 24 januari 1998): |              | |
| Verenigde Staten | 1 – 0        | Zweden |
| Roy Wegerle 2' | goals        | |
| Steve Sampson | bondscoach   | Tommy Söderberg |
| Brad Friedel Mike Burns Gregg Berhalter Eddie Pope Jeff Agoos Earnest Stewart John Harkes Claudio Reyna Cobi Jones 46' Joe-Max Moore 64' Roy Wegerle 64' | opstellingen | Magnus Kihlstedt Morgan Nilsson Andreas Jacobsson Johan Mjällby Teddy Lučić 76' Hans Bergh Magnus Erlingmark 76' Fredrik Ljungberg Yksel Osmanovski Erik Wahlstedt 86' Mattias Jonsson |
| Eric Wynalda 46' Roy Lassiter 64' Preki Radosavljevic 64' | wissels      | 76' Marcus Lantz 76' Daniel Andersson 76' Mats Lilienberg 86' Christer Mattiasson |
| Mike Burns 59' | gele kaarten | 25' Johan Mjällby 86' Daniel Andersson |
| - Debuut van Magnus Kihlstedt (Lillestrøm SK), Morgan Nilsson (Örgryte IS), Hans Bergh (Helsingborgs IF), Christer Mattiasson (IF Elfsborg), Erik Wahlstedt (Helsingborgs IF), Marcus Lantz (Helsingborgs IF), Yksel Osmanovski (Malmö FF) en Fredrik Ljungberg (Halmstads BK) voor Zweden. |              | |

### Vijfde ontmoeting
| Vriendschappelijk (Göteborg, Zweden, 22 augustus 2007): |              | |
| Zweden | 1 – 0        | Verenigde Staten |
| Kim Källström 56' | goals        | |
| Lars Lagerbäck | bondscoach   | Bob Bradley |
| Rami Shaaban Mikael Nilsson 46' Olof Mellberg Petter Hansson 46' Erik Edman Daniel Andersson Kennedy Bakırcıoğlu Kim Källström Christian Wilhelmsson 46' Zlatan Ibrahimović 66' Johan Elmander 76' | opstellingen | Tim Howard Steven Cherundolo Oguchi Onyewu 76' Carlos Bocanegra 64' Jonathan Bornstein Benny Feilhaber Michael Bradley 46' Pablo Mastroeni 76' DaMarcus Beasley 64' Landon Donovan 85' Clint Dempsey |
| Matías Concha 46' Daniel Majstorović 46' Niclas Alexandersson 46' Markus Rosenberg 66' Dusan Djuric 76'                                                                                            | wissels      | 46' Bobby Convey 64' Jonathan Spector 64' Kamani Hill 76' Jay Demerit 76' Sal Zizzo 85' Charlie Davies                                                                                               |
| Kim Källström 32' | gele kaarten | 44' Carlos Bocanegra |

USSF · A-internationals · Selecties · Bondscoaches · Amerikaans vrouwenelftal · Olympisch elftal · USA -21 · USA -20 · USA -19 · USA -18 · USA -17
1885 – 1919 · 
1920 – 1929 · 
1930 – 1939 · 
1940 – 1949 · 
1950 – 1959 · 
1960 – 1969 · 
1970 – 1979 · 
1980 – 1989 · 
1990 – 1999 · 
2000 – 2009 · 
2010 – 2019 ·
2020 − 2029
CA 1993 · 
CA 1995 · 
CA 2007 · 
CA 2016
CC 1992 · 
CC 1999 · 
CC 2003 · 
CC 2009
WK 1930 · 
WK 1934 · 
WK 1950 · 
WK 1990 · 
WK 1994 · 
WK 1998 · 
WK 2002 · 
WK 2006 · 
WK 2010 · 
WK 2014
OS 1904 · 
OS 1924 · 
OS 1928 · 
OS 1936 · 
OS 1948 · 
OS 1952 · 
OS 1956 · 
OS 1972 · 
OS 1984 · 
OS 1988 · 
OS 1992 · 
OS 1996 · 
OS 2000 · 
OS 2008
Algerije ·
Antigua en Barbuda ·
Argentinië ·
Armenië ·
Australië ·
Azerbeidzjan ·
Barbados ·
België ·
Belize ·
Bermuda ·
Bolivia ·
Bosnië en Herzegovina ·
Brazilië ·
Canada ·
Chili ·
China ·
Colombia ·
Costa Rica ·
Cuba ·
Curaçao ·
Denemarken ·
DDR ·
Duitsland ·
Ecuador ·
Egypte ·
El Salvador ·
Engeland ·
Estland ·
Finland ·
Frankrijk ·
Ghana ·
GOS ·
Grenada ·
Griekenland ·
Guatemala ·
Guyana ·
Haïti ·
Honduras ·
Hongarije ·
Ierland ·
IJsland ·
Iran ·
Israël ·
Italië ·
Ivoorkust ·
Jamaica ·
Japan ·
Joegoslavië ·
Kaaimaneilanden ·
Kameroen ·
Koeweit ·
Letland ·
Liechtenstein ·
Luxemburg ·
Malta ·
Marokko ·
Martinique ·
Mexico ·
Moldavië ·
Nederland ·
Nederlandse Antillen ·
Nicaragua ·
Nieuw-Zeeland ·
Nigeria ·
Noord-Ierland ·
Noord-Korea ·
Noord-Macedonië ·
Noorwegen ·
Oekraïne ·
Oezbekistan ·
Oman ·
Oostenrijk ·
Panama ·
Paraguay ·
Peru ·
Polen ·
Portugal ·
Puerto Rico ·
Qatar ·
Roemenië ·
Rusland ·
Saint Kitts en Nevis ·
Saint Vincent en de Grenadines ·
Saoedi-Arabië ·
Schotland ·
Servië ·
Slovenië ·
Slowakije ·
Sovjet-Unie ·
Spanje ·
Thailand ·
Trinidad en Tobago ·
Tsjechië ·
Tsjecho-Slowakije ·
Tunesië ·
Turkije ·
Uruguay ·
Venezuela ·
Wales ·
Zuid-Afrika ·
Zuid-Korea ·
Zweden ·
Zwitserland
Algerije (2010) ·
België (2014) ·
Brazilië (2009, 2) ·
Duitsland (2014) ·
Engeland (2010) ·
Ghana (2006) · 
Ghana (2014) · 
Italië (2006) · 
Nederland (2022) ·
Portugal (2014) ·
Slovenië (2010) ·
Tsjechië (2006)
SvFF · A-internationals · Selecties · Bondscoaches · Zweeds vrouwenelftal · Olympisch elftal · Zweden U21 · Zweden U20 · Zweden U19 · Zweden U18 · Zweden U17 · Zweden U16 · Vrouwen U17
1908 – 1919 ·
1920 – 1929 ·
1930 – 1939 ·
1940 – 1949 ·
1950 – 1959 ·
1960 – 1969 ·
1970 – 1979 ·
1980 – 1989 ·
1990 – 1999 ·
2000 – 2009 ·
2010 – 2019 ·
2020 − 2029
EK 1960 · 
EK 1964 · 
EK 1968 · 
EK 1972 · 
EK 1976 · 
EK 1980 · 
EK 1984 · 
EK 1988 · 
EK 1992 ·
EK 1996 · 
EK 2000 ·
EK 2004 ·
EK 2008 ·
EK 2012 · 
EK 2016 · 
EK 2020
WK 1930 · 
WK 1934 ·
WK 1938 ·
WK 1950 ·
WK 1954 · 
WK 1958 ·
WK 1962 · 
WK 1966 · 
WK 1970 ·
WK 1974 ·
WK 1978 ·
WK 1982 · 
WK 1986 · 
WK 1990 ·
WK 1994 ·
WK 1998 · 
WK 2002 ·
WK 2006 ·
WK 2010 · 
WK 2014 · 
WK 2018
OS 1908 · 
OS 1912 · 
OS 1920 · 
OS 1924 · 
OS 1928 · 
OS 1932 · 
OS 1936 · 
OS 1948 · 
OS 1952 · 
OS 1956 · 
OS 1964 · 
OS 1968 · 
OS 1972 · 
OS 1976 · 
OS 1980 · 
OS 1984 · 
OS 1988 · 
OS 1992 · 
OS 1996 · 
OS 2000 · 
OS 2004 · 
OS 2008 · 
OS 2012 · 
OS 2016
1908 · 
1909 · 
1910 · 
1911 · 
1912 · 
1913 · 
1914 · 
1915 · 
1916 · 
1917 · 
1918 · 
1919 · 
1920 · 
1921 · 
1922 · 
1923 · 
1924 · 
1925 · 
1926 · 
1927 · 
1928 · 
1929 · 
1930 · 
1931 · 
1932 · 
1933 · 
1934 · 
1935 · 
1936 · 
1937 · 
1938 · 
1939 · 
1940 ·
1941 ·
1942 ·
1943 ·
1944  ·
1945 · 
1946 · 
1947 · 
1948 · 
1949 · 
1950 · 
1952 · 
1952 · 
1953 · 
1954 · 
1955 · 
1956 · 
1957 · 
1958 · 
1959 ·
1960 · 
1961 · 
1962 · 
1963 · 
1964 · 
1965 · 
1966 · 
1967 · 
1968 · 
1969 ·
1970 · 
1971 · 
1972 · 
1973 · 
1974 · 
1975 · 
1976 · 
1977 · 
1978 · 
1979 ·
1980 · 
1981 · 
1982 · 
1983 · 
1984 · 
1985 · 
1986 · 
1987 · 
1988 · 
1989 · 
1990 · 
1991 · 
1992 · 
1993 · 
1994 · 
1995 · 
1996 · 
1997 · 
1998 · 
1999 · 
2000 · 
2001 · 
2002 · 
2003 · 
2004 · 
2005 · 
2006 · 
2007 · 
2008 · 
2009 · 
2010 · 
2011 · 
2012 · 
2013 · 
2014 · 
2015 · 
2016 · 
2017 · 
2018 ·
2019 ·
2020 ·
2021
Albanië ·
Algerije ·
Argentinië ·
Armenië ·
Australië ·
Azerbeidzjan ·
Bahrein ·
Barbados ·
België ·
Bosnië en Herzegovina ·
Botswana ·
Brazilië ·
Bulgarije ·
Chili ·
China ·
Colombia ·
Costa Rica ·
Cuba ·
Cyprus ·
DDR ·
Denemarken ·
Duitsland ·
Ecuador ·
Egypte ·
Engeland ·
Estland ·
Faeröer ·
Finland ·
Frankrijk ·
Georgië ·
Griekenland ·
Hongarije ·
Ierland ·
IJsland ·
Iran ·
Israël ·
Italië ·
Ivoorkust ·
Jamaica ·
Japan ·
Joegoslavië ·
Jordanië ·
Kameroen ·
Kazachstan ·
Kosovo ·
Kroatië ·
Letland ·
Liechtenstein ·
Litouwen ·
Luxemburg ·
Maleisië ·
Malta ·
Mexico ·
Moldavië ·
Montenegro ·
Nederland ·
Nieuw-Zeeland ·
Nigeria ·
Noord-Ierland ·
Noord-Korea ·
Noord-Macedonië ·
Noorwegen ·
Oekraïne ·
Oezbekistan ·
Oman ·
Oostenrijk ·
Paraguay ·
Peru ·
Polen ·
Portugal ·
Qatar ·
Roemenië ·
Rusland ·
San Marino ·
Saoedi-Arabië ·
Schotland ·
Senegal ·
Servië ·
Singapore ·
Slovenië ·
Slowakije ·
Sovjet-Unie ·
Spanje ·
Syrië ·
Thailand ·
Trinidad en Tobago ·
Tsjechië ·
Tsjecho-Slowakije ·
Tunesië ·
Turkije ·
Uruguay ·
Venezuela ·
Verenigde Arabische Emiraten ·
Verenigde Staten ·
Verenigd Koninkrijk ·
Wales ·
Wit-Rusland ·
Zuid-Afrika ·
Zuid-Korea ·
Zwitserland
Brazilië (1958) ·
Duitsland (2006) ·
Duitsland (2018) ·
Engeland (2006) ·
Engeland (2012) ·
Engeland (2018) ·
Frankrijk (2012) ·
Griekenland (2008) ·
Ierland (2016) ·
Italië (2016) ·
Mexico (2018) ·
Oekraïne (2012) ·
Oekraïne (2021) ·
Paraguay (2006) ·
Polen (2021) ·
Rusland (2008) ·
Slowakije (2021) ·
Spanje (2008) ·
Spanje (2021) ·
Trinidad en Tobago (2006) ·
Zuid-Korea (2018) ·
Zwitserland (2018)